# Big Delta (Alaska)
Pour les articles homonymes, voir Delta (homonymie).
Big Delta est une ville d'Alaska aux États-Unis, appartenant à la Région de recensement de Southeast Fairbanks. Sa population était de 591 habitants en 2010. Elle est située au confluent de la rivière Delta et de la rivière Tanana, et tient son nom du vaste delta formé par ces estuaires.

## Histoire
Il y a 10,000 ans les indiens Athabascans habitaient l'Alaska, vivant de chasse et de pêche.
En 1899 l'armée américaine aménageait un passage entre Valdez, sur la côte sud, et Eagle, au nord-est de Big Delta, sur une distance d'environ 660 kilomètres. Le passage traversait la rivière Tanana près de son confluent avec la rivière Delta.
De l'or fut découvert en 1902 à Fairbanks, à environ 150 kilomètres au nord du passage qui traversait la rivière Tanana. Des comptoirs furent alors établis le long de ce chemin, reliant la côte sud de l'Alaska à Fairbanks. Un de ces comptoirs, Bates Landing, fut implanté juste au confluent entre la rivière Tanana et la rivière Delta, au lieu-dit Big Delta. Le gouvernement américain percevait un péage sur le rive sud de la rivière Tanana, pour tous les voyageurs se rendant au nord.
En 1904, la construction de la Richardson Highway fut entreprise, elle reprenait l'ancien tracé du passage créé en 1899.
C'est en 1906 que John Hajdukovich acheta cet comptoir et l'agrandit pour en faire un lieu d'hébergement, d'organisation de chasses dans les Granite Mountains, et de commerce avec les Athabascans. Une jeune fille suédoise de 18 ans, nommée Rika Wallen, y vint pour travailler. Après quelques années, John lui offrit cette maison en guise de paiement des gages qu'il lui devait.

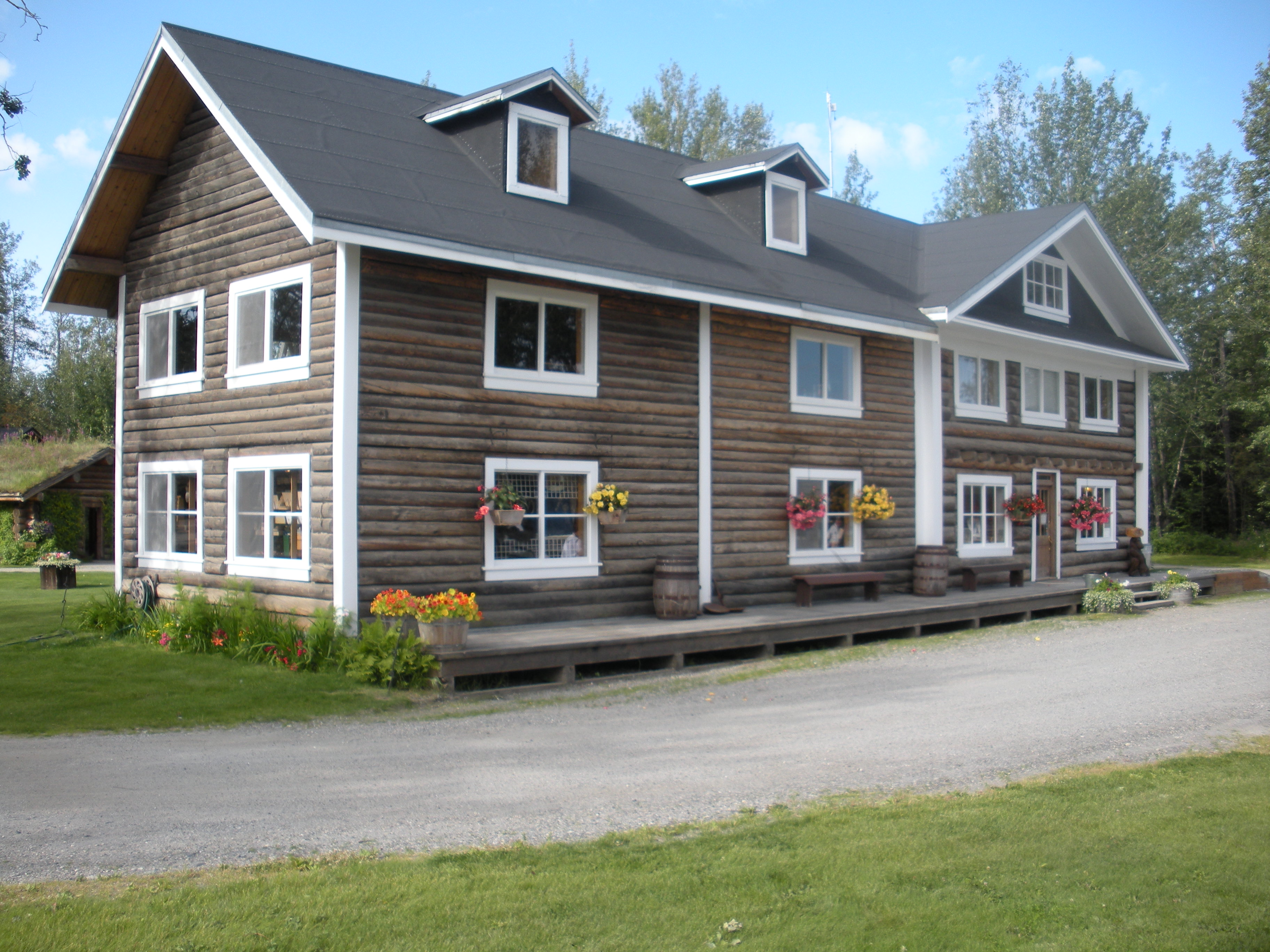
Rika Wallen Road House

Actuellement, la maison et les terrains qui l'entourent, acquis eux aussi par Rika, forment le Big Delta State Historical Park.
En 1928, un troupeau de bisons fut amenée depuis le Montana, pour les protéger de l'extinction qui les menaçait. Les bisons vivent toujours dans la région de Delta Junction, 12 kilomètres au sud de Big Delta.
La construction de la route de l'Alaska, pendant la Seconde Guerre mondiale, a nettement fait diminuer l'activité économique de la ville.

## Démographie
| 1950 | 1980 | 1990 | 2000 | 2010 | - |
| ---- | ---- | ---- | ---- | ---- | - |
| 155  | 285  | 400  | 749  | 591  | - |